# Карабаев, Ельбай
Ельбай Карабаев (1917—1989) — участник Великой Отечественной войны, на момент совершения подвига в 1943 году — командир отделения роты автоматчиков 722-го стрелкового полка (206-я стрелковая дивизия, 47-я армия, Воронежский фронт), ефрейтор. Герой Советского Союза (1944).

## Биография
Родился 15 мая 1917 года в кишлаке Бахрин Российской империи, ныне Иштыханского района Самаркандской области Узбекистана, в семье крестьянина. Узбек.
Образование неполное среднее. Работал в колхозе.
В Красную Армию был призван в июле 1941 года Митанским военкоматом Самаркандской области. В боях Великой Отечественной войны с 1942 года.
Командир отделения роты автоматчиков 722-го стрелкового полка ефрейтор Ельбай Карабаев 25 сентября 1943 года в районе села Пекари (Каневский район Черкасской области) в числе первых в своей роте преодолел реку Днепр и огнём из пулемёта прикрывал форсирование реки ротой. 7 октября у села Студенец этого же района в бою захватил ценные документы и уничтожил препятствовавший продвижению роты вражеский пулемёт.
Член ВКП(б)/КПСС с 1945 года. После войны сержант Карабаев был демобилизован. Жил и работал в родном кишлаке Бахрин, работал в хлопкоробческом колхозе имени В.В. Куйбышева Иштыханского района, с 1948 по 1961 годы был председателем этого колхоза.
Депутат Верховного Совета Узбекской ССР (1959-1962).

## Память
В кишлаке Бахрин установлен бюст Героя.

## Награды
- Звание Героя Советского Союза присвоено 3 июня 1944 года.
- Награждён двумя орденами Ленина, орденами Отечественной войны 1 степени и Красной Звезды, а также медалями.